# Col Bechei
Der Col Bechei (auch Col Becchei, deutsch Pareispitze, italienisch Monte Parei, 2794 m s.l.m.) ist ein Berg in den Dolomiten und liegt östlich der Fanes am Ende des Rautals. Der vollständige ladinische Name des Hauptgipfels lautet Col Bechei de Sora (auch Col Bechei Dessora, italienisch Col Bechei di Sopra), der nordöstlich  vorgelagerte, etwa 750 Meter vom Hauptgipfel entfernte Nebengipfel (2736 m) wird auch Col Bechei de Sot (italienisch Col Bechei di Sotto) genannt. Über den Berg verläuft die Grenze zwischen den italienischen Provinzen Südtirol und Belluno, die Südtiroler Anteile sind im Naturpark Fanes-Sennes-Prags unter Schutz gestellt.
Der Gipfel bietet eine umfassende Aussicht über die Fanesgruppe, Pragser Dolomiten und die Ampezzaner Dolomiten. Er ist auf einem markierten Steig unschwierig besteigbar. Nach Norden zeigt der Berg seine schroffe, felsige Seite, die Hänge der Südseite sind weit weniger steil und felsig.
Am Col Bechei findet sich das jüngste Gestein der Dolomiten, das aus Meeresablagerungen während des Tertiärs vor etwa 30 Millionen Jahren entstanden ist.

## Anstiege
Der kürzeste und einfachste Anstieg führt von Pederü zunächst über den Fahrweg zur Faneshütte. Den von dort nach Süden in Serpentinen zum Limojoch (2172 m) führenden Fahrweg kann man vielfach abkürzen. Vorbei am Südufer des Limosees gelangt man an den Bergfuß des Col Bechei. Richtung Osten geht es nun über Wiesen in steilen Kehren aufwärts, später gelangt man nach Durchquerung einer seichten Grasmulde auf eine südwestlich des Gipfels liegende Bergschulter, an der die Fundamente einer verfallenen Blockhütte zu erkennen sind. Nun geht es zunächst in nördlicher Richtung, später gelangt man in nordöstlicher Richtung, teils über leichte Felsen, zum Gipfelkamm. Die letzten Meter des Anstiegs führen über den Westrücken nahe der Abbruchkante nach Norden.

## Geologie
Am Col Bechei findet sich das einzige größere Vorkommen tertiären Sedimentgesteins in den Dolomiten. Es liegt in einer Höhe zwischen 2300 und 2650 Metern am Südhang des Berges. Der Sedimentstapel erstreckt sich längs über zwei Kilometer, die Mächtigkeit beträgt maximal 90 Meter. Dieses sogenannte Parei-Konglomerat ist erhalten worden, da es durch ältere Gesteinsserien überschoben und dadurch vor weiterer Abtragung geschützt wurde. Es ist anzunehmen, dass die Dolomiten während des Tertiär großflächig von ähnlichen Sedimenten bedeckt waren.

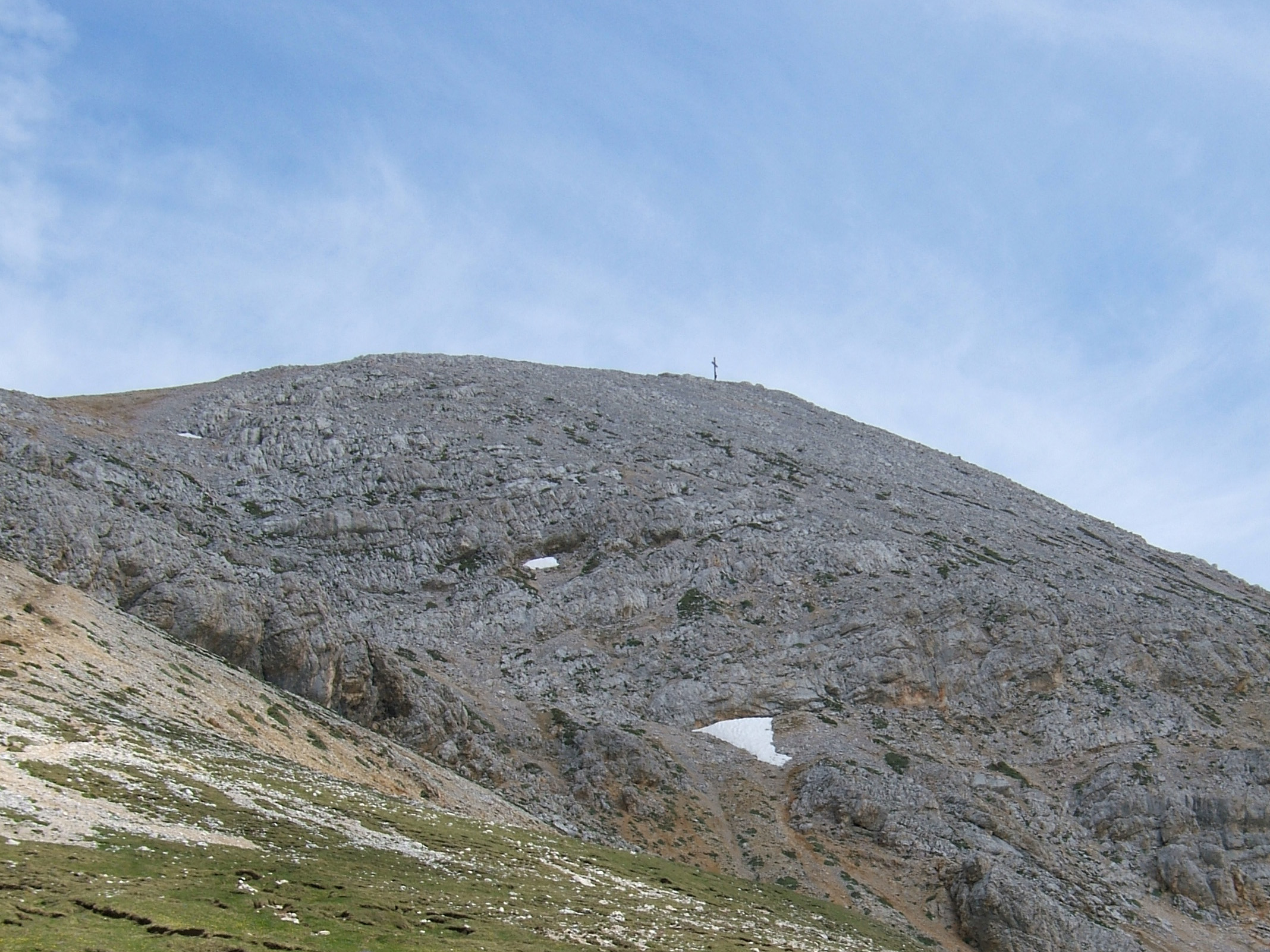
Col Bechei von Süden, links in Bildmitte das Parei-Konglomerat, der Gipfelaufbau besteht aus Lias-Graukalken

Das Parei-Konglomerat ist aus zwei Gründen geologisch interessant: Zum einen handelt es sich um die jüngsten marinen Ablagerungen der Dolomiten. Zum anderen wurde das Parei-Konglomerat auf bereits verfaltetem, aus  Hauptdolomit und Lias-Graukalken bestehendem Untergrund abgelagert und seinerseits durch diese älteren Gesteine überschoben. Dies belegt, dass es in den Dolomiten mindestens zwei Gebirgsbildungsphasen gegeben haben muss. Die besonderen Lagerungsverhältnisse am Col Bechei ermöglichen somit eine relative Alterseinstufung tektonischer Vorgänge bei der alpinen Gebirgsbildung.
Trotz der geringen Ausdehnung sind die Gesteine des Parei-Konglomerats stark differenziert, dabei muss die Ablagerung von Breccien, Konglomeraten und Kalkbänken ungefähr zur gleichen Zeit in einer marinen Umgebung stattgefunden haben und zwar höchstwahrscheinlich in Küstennähe. Man geht davon aus, dass das Gestein im Mündungsbereich eines Flusses abgelagert wurde. Später wurde es zusammen mit den Flachwasserorganismen in Form untermeerischer Schuttströme in tiefere Bereiche transportiert. Das Parei-Konglomerat wird aufgrund Vergleichen mit anderen Sedimentationsvorgängen und mittels Fossilien altersmäßig in das Oligozän eingestuft und das Alter auf 35 bis 25 Millionen Jahre geschätzt.